# Ordre du Mérite naval Almirante Padilla

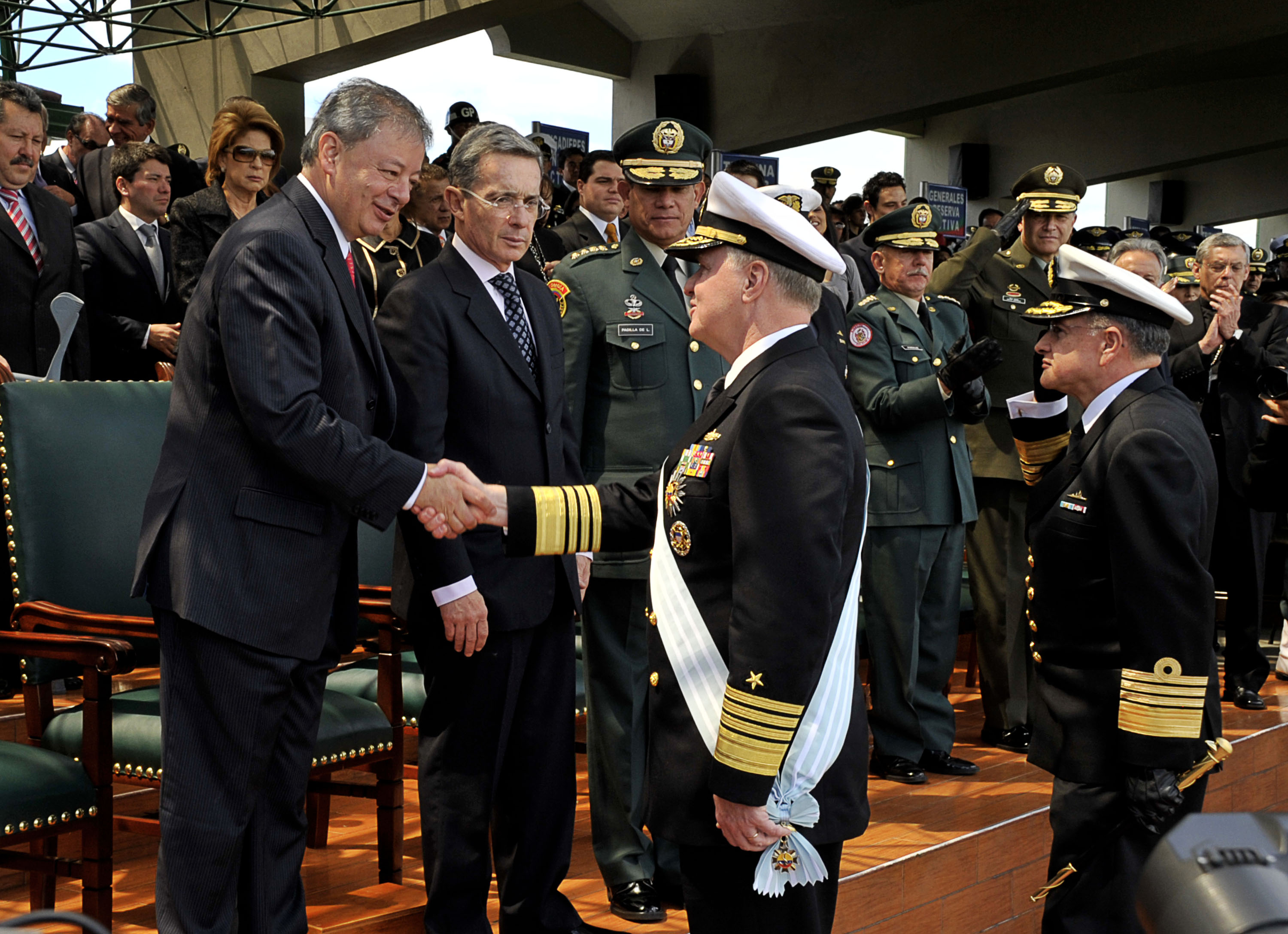
L’amiral Gary Roughead portant l’écharpe de l’Ordre

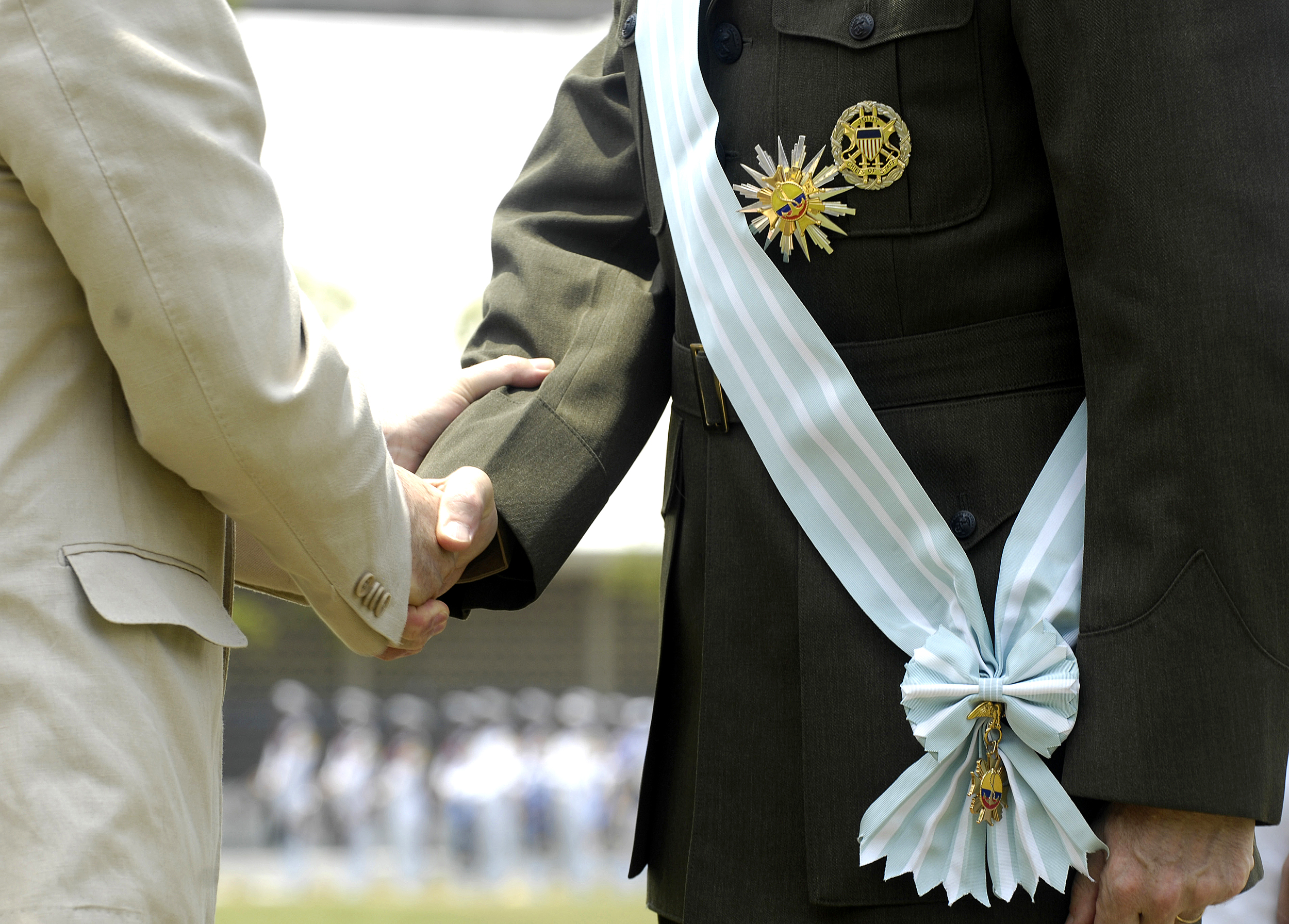
Écharpe de l’Ordre, portée par le général Peter Pace

L'Ordre du Mérite naval Amiral Padilla (en espagnol : Orden del Mérito Naval « Almirante Padilla ») est un ordre honorifique attribué par la Colombie, créé par le décret n°2409 du 8 juillet 1947. L’ordre est décerné au personnel de la marine colombienne pour reconnaître des actes de bravoure, des actions héroïques, un service professionnel exceptionnel et distingué, ainsi qu’une discipline et une camaraderie exemplaires du personnel naval.
Dans l’ordre protocolaire des décorations militaires colombiennes, il est classé après l’Ordre du Mérite militaire José María Córdova et avant la Croix du Mérite aéronautique de l'Armée de l'air.

## Insignes
Le ruban est bleu clair avec trois bandes blanches pour tous les grades, à l’exception du grade de compagnon, dont le ruban est entièrement bleu.

## Grades
L’Ordre du Mérite naval Amiral Padilla est décerné dans les grades suivants :
- Grand-croix (Gran Cruz)
- Grand officier (Gran Oficial)
- Commandeur (Comendador)
- Officier (Oficial)
- Chevalier (Caballero)
- Compagnon (Compañero)

| Grand-croix | Grand Officier | Commandeur |
| Officier    | Chevalier      | Compagnon  |

## Récipiendaires célèbres
- Peter Pace
- Gary Roughead
- Chandrika Prasad Srivastava
- James Stavridis
- Fernando Tapias Stahelin
- Elmo Zumwalt